# Krol (spoorwegen)

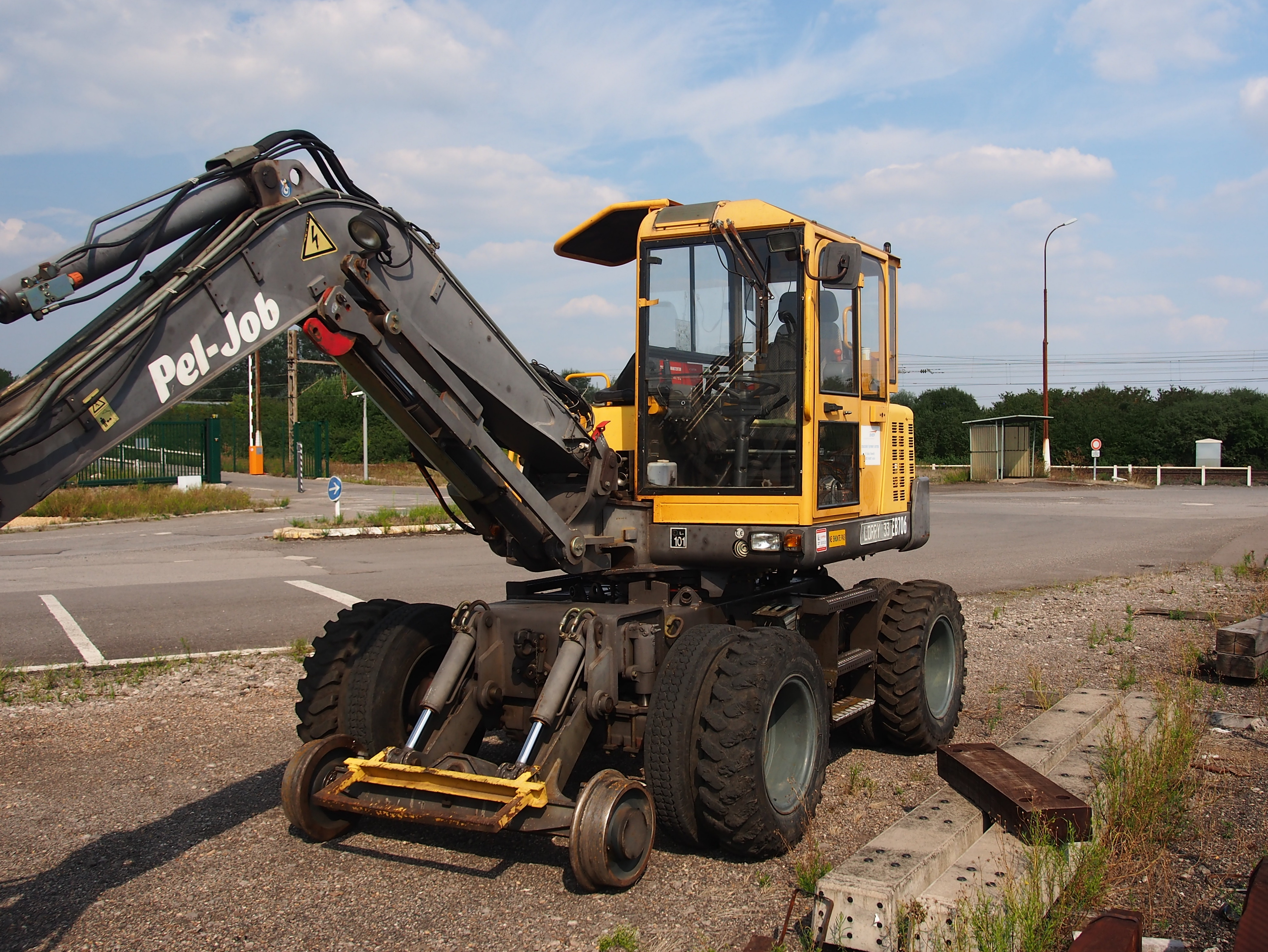
Voorop een hefbare lorrie. De uitvoering met dubbellucht verdeelt de functies: de binnenste luchtbanden gaan over de rails en verzorgen de aandrijving. De buitenste banden zijn terreinbanden voor het rijden over de spoordijk.

Een krol is een graafmachine of hijskraan die geschikt is gemaakt om ook over rails te kunnen rijden voor werkzaamheden aan of bij het spoor. Er zijn krollen voor onder meer graafwerk, hijswerk en transport.
Een krol is aan de voor- en achterzijde voorzien van een hydraulisch optrekbaar frame met een spooras, een zogenoemde lorrie. Met neergelaten lorrie volgt de krol het spoor, met de aandrijving dan via de normale aandrijfassen. Daarbij kunnen de aangedreven luchtbanden over het spoor lopen, of de spooras wordt via een hulpstuk aangedreven.
Het woord krol is een acroniem voor 'kraan op lorries'.
Behalve graafmachines en hijskranen kunnen ook vrachtauto's van lorries voorzien worden; deze worden aangeduid als rail-wegvoertuigen.